# Nautilocorystes investigatoris
Nautilocorystes investigatoris is een krabbensoort uit de familie van de Thiidae. De wetenschappelijke naam van de soort is voor het eerst geldig gepubliceerd in 1899 door Alcock.